# أغبلاغ سفلي (مراغة)
أغبلاغ سفلي هي قرية في مقاطعة مراغة، إيران. عدد سكان هذه القرية هو 139 في سنة 2006.